# Rundling

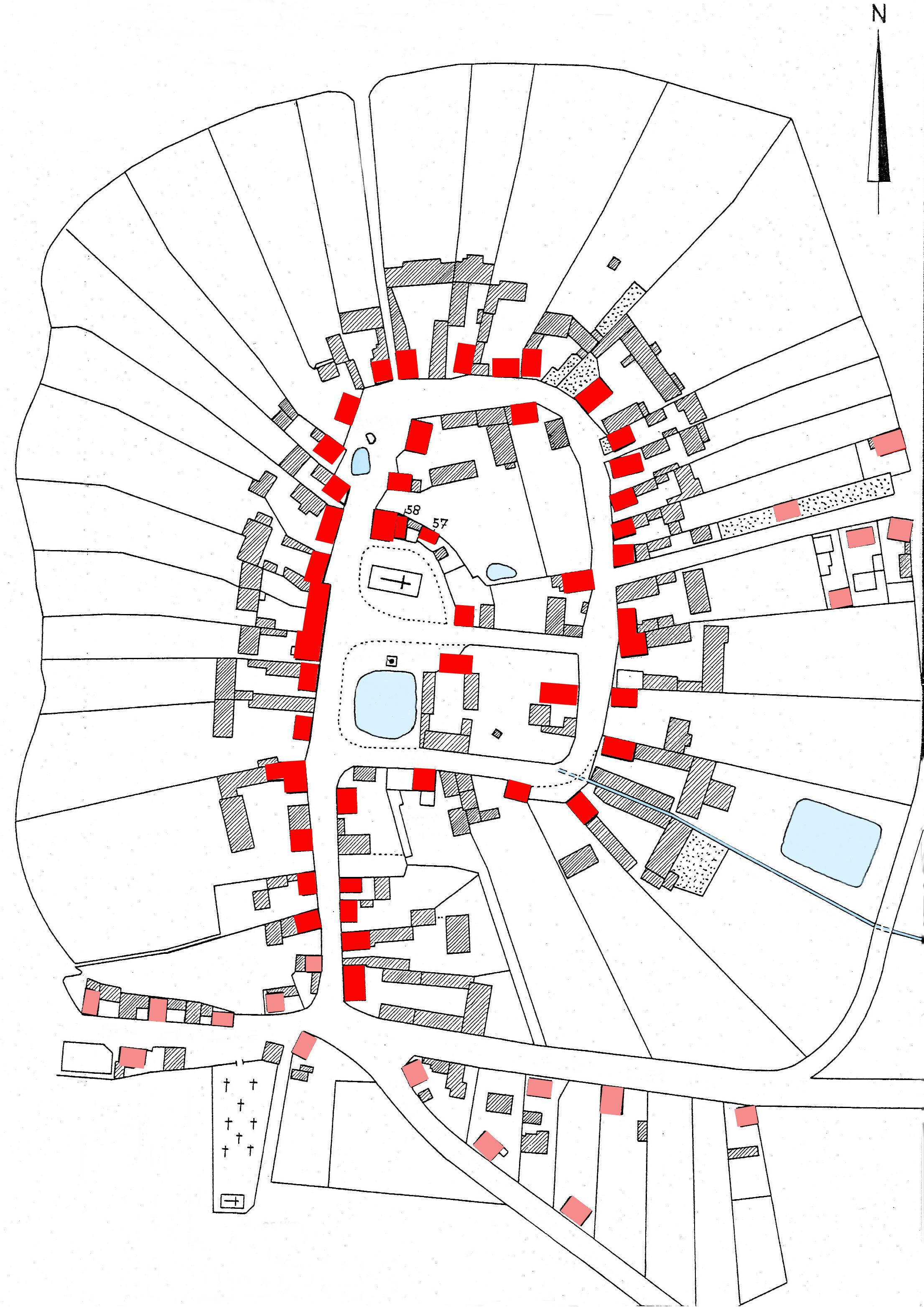
Pianta di un tipico Rundling: Tiefengruben, frazione di Bad Berka in Turingia

Il Rundling è una forma primitiva di villaggio circolare, tipica degli insediamenti slavi in Europa del periodo altomedievale.
Il Rundling era un modello di villaggio comune presso gli Slavi, in particolare i Polabi, anche se modelli simili sono stati ritrovati, per motivi di difesa, in tutta l'Europa settentrionale e occidentale. Il Rundling comprende generalmente uno spazio verde circolare posto al centro, circondato da un sentiero e da fattorie disposte alla maniera dei raggi di una ruota. Tali villaggi sono particolarmente frequenti in tutta la Germania orientale, in cui vengono indicati con diversi termini: Rundling, Runddorf, Rundlingsdorf, Rundplatzdorf o Platzdorf.